# マイケル・ジャクソンの殿堂入り記録
マイケル・ジャクソンの殿堂入り記録（マイケル・ジャクソンのでんどういりきろく）の項目ではマイケル・ジャクソンの殿堂入り記録について扱う。

## -1970年代
- 1979年
  - ハリウッド・ウォーク・オブ・フェーム（ジャクソンズ）

## 1980年代
- 1984年
  - ハリウッド・ウォーク・オブ・フェーム（ソロ）

## 1990年代
- 1997年
  - ロックの殿堂（ジャクソン5）
- 1998年
  - ボーカルグループの殿堂（ジャクソン5）
  - KISS-FMクラシック・ソウル・レジェンズ殿堂（ジャクソン5）

## 2000年代
- 2001年
  - ロックの殿堂（ソロ）

## 2010年代
- 2010年
  - ダンスの殿堂
  - アポロ・シアターの殿堂